# Vihiers
Vihiers és un municipi francès situat al departament de Maine i Loira i a la regió de País del Loira. L'any 2007 tenia 4.177 habitants. El municipi està actualment constituït pels antics municipis de Vihiers, Saint-Hilaire-du-Bois i Le Voide.

## Demografia

### Població
El 2007 la població de fet de Vihiers era de 4.177 persones. Hi havia 1.666 famílies de les quals 488 eren unipersonals (234 homes vivint sols i 254 dones vivint soles), 593 parelles sense fills, 476 parelles amb fills i 109 famílies monoparentals amb fills.
La població ha evolucionat segons el següent gràfic:
Habitants censats

### Habitatges
El 2007 hi havia 1.863 habitatges, 1.703 eren l'habitatge principal de la família, 24 eren segones residències i 136 estaven desocupats. 1.630 eren cases i 225 eren apartaments. Dels 1.703 habitatges principals, 1.166 estaven ocupats pels seus propietaris, 522 estaven llogats i ocupats pels llogaters i 15 estaven cedits a títol gratuït; 12 tenien una cambra, 101 en tenien dues, 261 en tenien tres, 395 en tenien quatre i 935 en tenien cinc o més. 1.222 habitatges disposaven pel capbaix d'una plaça de pàrquing. A 829 habitatges hi havia un automòbil i a 679 n'hi havia dos o més.

### Piràmide de població
La piràmide de població per edats i sexe el 2009 era:
| Homes | Edats   | Dones |
| ----- | ------- | ----- |
| 8     | 95 o +  | 8     |
| 16    | 90 a 94 | 24    |
| 28    | 85 a 89 | 80    |
| 20    | 80 a 84 | 60    |
| 56    | 75 a 79 | 92    |
| 100   | 70 a 74 | 96    |
| 128   | 65 a 69 | 124   |
| 116   | 60 a 64 | 80    |
| 64    | 55 a 59 | 60    |
| 88    | 50 a 54 | 112   |
| 140   | 45 a 49 | 128   |
| 128   | 40 a 44 | 132   |
| 172   | 35 a 39 | 132   |
| 128   | 30 a 34 | 96    |
| 148   | 25 a 29 | 148   |
| 128   | 20 a 24 | 96    |
| 188   | 15 a 19 | 144   |
| 192   | 10 a 14 | 132   |
| 112   | 5 a 9   | 88    |
| 116   | 0 a 4   | 60    |

## Economia
El 2007 la població en edat de treballar era de 2.437 persones, 1.838 eren actives i 599 eren inactives. De les 1.838 persones actives 1.654 estaven ocupades (904 homes i 750 dones) i 184 estaven aturades (89 homes i 95 dones). De les 599 persones inactives 285 estaven jubilades, 162 estaven estudiant i 152 estaven classificades com a «altres inactius».

### Ingressos
El 2009 a Vihiers hi havia 1.748 unitats fiscals que integraven 4.274,5 persones, la mediana anual d'ingressos fiscals per persona era de 15.206 €.

### Activitats econòmiques
Dels 226 establiments que hi havia el 2007, 2 eren d'empreses extractives, 5 d'empreses alimentàries, 8 d'empreses de fabricació d'altres productes industrials, 27 d'empreses de construcció, 47 d'empreses de comerç i reparació d'automòbils, 6 d'empreses de transport, 15 d'empreses d'hostatgeria i restauració, 16 d'empreses financeres, 11 d'empreses immobiliàries, 28 d'empreses de serveis, 38 d'entitats de l'administració pública i 23 d'empreses classificades com a «altres activitats de serveis».
Dels 67 establiments de servei als particulars que hi havia el 2009, 1 era una gendarmeria, 1 oficina de correu, 6 oficines bancàries, 1 funerària, 5 tallers de reparació d'automòbils i de material agrícola, 1 taller d'inspecció tècnica de vehicles, 2 autoescoles, 4 paletes, 8 guixaires pintors, 5 fusteries, 2 lampisteries, 2 electricistes, 6 perruqueries, 2 veterinaris, 2 agències de treball temporal, 9 restaurants, 5 agències immobiliàries, 2 tintoreries i 3 salons de bellesa.
Dels 22 establiments comercials que hi havia el 2009, 1 era un hipermercat, 1 un supermercat, 2 grans superfícies de material de bricolatge, 1 una botiga de més de 120 m², 2 fleques, 1 una carnisseria, 2 llibreries, 2 botigues de roba, 1 una botiga d'equipament de la llar, 2 sabateries, 1 una botiga d'electrodomèstics, 3 botigues de mobles, 1 un drogueria i 2 floristeries.
L'any 2000 a Vihiers hi havia 122 explotacions agrícoles que ocupaven un total de 5.429 hectàrees.

## Equipaments sanitaris i escolars
El 2009 hi havia 1 hospital de tractaments de mitja durada (seguiment i rehabilitació), 1 un hospital de tractaments de llarga durada, 2 farmàcies i 2 ambulàncies.
El 2009 hi havia 1 escola maternal i 4 escoles elementals. Vihiers disposava de 2 col·legis d'educació secundària amb 575 alumnes.

## Poblacions més properes
El següent diagrama mostra les poblacions més properes.